# Процесуално право
Процесуалното право е съвкупност от правни норми в системата на правото, която има отношение към способността на правото да прави важима определената от него позиция на субекта на това право, да придава сила на представените права, възложените отношения, поставените забрани.
Процесуалното право има отношение към правните средства, с които се постига правото на защита или се налага възмездие. Процесуалното право осигурява важимостта на правото при дадена ситуация и спрямо участниците в тази ситуация - de facto. Процесуалното право изразява пряко способността на правото да важи и да обвързва онези, за които се отнася неговата нормативна сила. То подсигурява правовия ред посредством начина/ите и реда за налагане на правното възмездие.
Предмет на процесуалното право е само положителната правна дейност, насочена към защита на действителните субективни права и към налагане на юридическа отговорност за действителните правонарушения. Често се смесват понятията за процесуално право и правна принуда, но последното има друг смисъл и значение. Съществуването на процесуалното право се обуславя от невъзможността автоматично (без съдействие от страна на държавата, без ясни и общозадължителни процедури) да възникне, да се определи по съдържание и по размер, да се осъществи и да се защити материалното право или задължение. Процесуалното право по принцип е по-универсално от материалното, неговите правни норми служат за уреждане на повече спорове, обществени отношения, обществени конфликти.
В сравнителноправен аспект, процесуалните норми като количество са по-малко от материалните. Това се дължи на обстоятелството, че при процесуалното право се налага, осъществява съдействие от страна на държавата, тъй като то е публично право. А държавата с оглед на валидния за нейната властническа дейност общозабранителен тип правно регулиране предпочита и действува по стандартизирани, трайни, ясно и позитивноправни уредени правила, начини, способи, процедури. Една и съща процедура се използва за осъществяване на различни материални права. Затова съществуват само няколко процесуални отрасли и няколко десетки материални отрасли. Процесуалното право е част от публичното право. То винаги е публично право, но публичното право не се свежда само до процесуалното право.
Обикновено правната регулация в областта на процесуалното право се осъществява посредством кодекси – например в България са в сила Административнопроцесуален кодекс, Граждански процесуален кодекс, Данъчно-осигурителен процесуален кодекс, Наказателно-процесуален кодекс.